# Comandanti "Brigata Salerno" e "89º Reggimento Salerno"
Lista dei Comandanti della "Brigata Salerno", dell'89º Reggimento Salerno e del 89º Battaglione  “Salerno” dal 1884, data della creazione della brigata, al 1991.

## Brigata "Salerno"

### 1884-1895
- Colonnello Marchetti, comandante di Brigata
- Colonnello Taraffi, comandante di reggimento
- colonnello  cav. Emilio Bruschi(nel 1894)
- colonnello cav. Dionigi Guaschi  (nel 1895)

### 1915-1939
| Grado                   | Nome                               | Inizio           | Fine             | Note |
| Maggior generale        | Falletto di Villafalletto Lodovico | 24 maggio 1915   | 5 settembre 1915 |      |
| Maggior generale        | Sardegna Filiberto                 | 7 settembre 1915 | 24 ottobre 1915  |      |
| Colonnello brigadiere   | Vittorio Fiorone                   | 24 ottobre 1915  | 2 giugno 1916    |      |
| Colonnello brigadiere   | Malatesta Guido                    | 2 giugno 1916    | 11 luglio 1916   |      |
| Maggior generale        | Basso Luigi                        | 11 luglio 1916   | 17 gennaio 1917  |      |
| Brigadier generale      | Pagliarini Pietro                  | 17 gennaio 1917  | 9 giugno 1917    |      |
| Brigadier generale      | Ottavio Zoppi                      | 9 giugno 1917    | 5 marzo 1918     |      |
| Brigadier generale      | Giri Giovanni Battista             | 5 marzo 1918     | 31 ottobre 1918  |      |
| Colonnello (interinale) | Antonicelli Donato                 | 1º novembre 1918 | 11 novembre 1918 |      |

## 89º Reggimento fanteria

### 1915-1939
| Grado              | Nome                        | Inizio            | Fine             | Note                      |
| Tenente colonnello | Talassano Giovanni Battista | 24 maggio 1915    | 17 giugno 1915   |                           |
| Colonnello         | Trossarelli Giovanni        | 20 giugno 1915    | 29 agosto 1915   | M.O.V.M. Caduto sul campo |
| Tenente colonnello | Colbertaldo Cesare          | 10 settembre 1915 | 8 febbraio 1916  |                           |
| Colonnello         | Luigi Amantea               | 13 aprile 1916    | 22 giugno 1916   |                           |
| Colonnello         | Porzio Alfredo              | 17 luglio 1916    | 25 maggio 1917   |                           |
| Colonnello         | Donato Antonicelli          | 27 maggio 1917    | 11 novembre 1918 |                           |
| Colonnello         | Umbriani Francesco          |                   |                  |                           |
| Colonnello         | Caligian Ercole             |                   |                  |                           |
| Colonnello         | Ubaldo Soddu                |                   |                  |                           |
| Colonnello         | Simone Stefano              |                   |                  |                           |
| Colonnello         | Quirino Armellini           |                   |                  |                           |
| Colonnello         | Cotronei Ettore             |                   |                  |                           |
| Tenente colonnello | Bellini Mario               |                   |                  | Interinale                |
| Colonnello         | Tonizzi Ermanno             |                   |                  |                           |
| Colonnello         | Robertiello Vincenzo        |                   |                  |                           |

### 1939-43
89º Reggimento fanteria “Salerno” della 5ª Divisione "Cosseria" 
| Grado              | Nome           | Inizio | Fine | Note       |
| Tenente colonnello | Bettini Elio   | 1939   | 1941 | Interinale |
| Colonnello         | Maggio Paolino | 1942   | 1943 |            |

Tenente colonnello Cherchi Giovanni 1943

## 89º Battaglione Fanteria “Salerno”

### 1958-1991
| Grado              | Nome               | Inizio | Fine | Note                                      |                          |                                                                              |                               |      |      |  |
| Tenente Colonnello | Modugno Pellegrino | 1958   | 1975 | Colonnello Vittorio Emanuele Flumene 1969 | lonnello Dino Loppi 1970 | Tenente Colonnello Michele Pronti di Campagna 1970 Albenga Caserma Turinetto | Tenente Colonnello Ferrentino | 1985 | 1988 |  |
| Tenente Colonnello | Gaglione Vincenzo  | 1989   | 1991 |                                           |                          |                                                                              |                               |      |      |  |
| Tenente Colonnello | Portanova Amedeo   | 1977   | 1979 |                                           |                          |                                                                              |                               |      |      |  |